# Олбриттон, Терри
Теренс Хиллари Олбриттон (англ. Terry Albritton; 14 января 1955 года — 1 сентября 2005 года) — американский спортсмен-легкоатлет, экс-рекордсмен мира в толкании ядра.

## Биография
Родился в Ньюпорт-Бич, штат Калифорния.
Посещал среднюю школу Ньюпорт-Харбор, поступил в Гавайский университет, а затем окончил Стэнфордский университет.
В 1975 году выиграл бронзу на Панамериканских играх в Мехико (показав один результат с серебряным призёром 19.18).
В начале сезона 1976 года улучшил мировой рекорд Аль Фейербаха на три сантиметра до 21,85 м, но занял четвёртое место в американских отборочных соревнованиях на Олимпийские игры в Монреале и в сборную не прошёл.
На чемпионате мира 1977 года занял четвёртое место.
Выигрывал чемпионат США в 1976 и 1977 годах на открытом воздухе, и в 1974 и 1976 годах — в зале.
Работал тренером в Гавайском университете с 1979 по 1985 год.
Считается пионером в использовании в США методов тренировок, разработанных в СССР. Эти методы включают в себя силовые упражнения со штангой (англ. power clean), плиометрику и другие быстрые методы тренировки мышц. По сообщению в газете «Советский спорт», Олбриттон сумел повысить свои результаты и побить мировой рекорд, задействовав в тренировочном процессе методы компьютерного анализа.
С 1990 по 2004 год работал тренером по футболу в школе Св. Антония, а также личным тренером на Мауи для профессиональных спортсменов, в том числе для Шейна Викторино из «Лос-Анджелес Доджерс».
Скоропостижно скончался, по одной из версий, от сердечного приступа, по другой — от приступа астмы в Пномпене (Камбоджа), где он жил после выхода в отставку в 2004 году и писал сценарий о путешествиях в Советском Союзе.
Имел сыновей Шейна и Томаса и внука Томаса Ваэтродера.